# Red Wings de Galt
Pour les articles homonymes, voir Red Wings.
Les Red Wings de Galt sont une équipe de hockey sur glace de l'Association de Hockey de l'Ontario. Ils évoluent entre 1944 et 1947 dans la ville de Galt en Ontario au Canada.

## Saison par Saison
| Saison  | PJ | V  | D | N | Pts | %V   | BP  | BC | Classement |
| ------- | -- | -- | - | - | --- | ---- | --- | -- | ---------- |
| 1944-45 | 20 | 12 | 8 | 0 | 24  | 60,0 | 83  | 91 | 2e AHO     |
| 1945-46 | 28 | 22 | 6 | 0 | 44  | 78,6 | 187 | 96 | 2e AHO     |
| 1946-47 | 36 | 27 | 9 | 0 | 54  | 75,0 | 232 | 99 | 3e AHO     |

## Crédit d'auteurs
- (en) Cet article est partiellement ou en totalité issu de l’article de Wikipédia en anglais intitulé « Galt Red Wings » (voir la liste des auteurs).